# Pasar Sauh
Pasar Sauh is een bestuurslaag in het regentschap Kaur van de provincie Bengkulu, Indonesië. Pasar Sauh telt 600 inwoners (volkstelling 2010).